# Os cuboideum

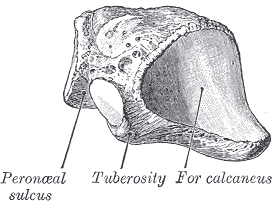
Detailtekening van het os cuboideum van de linkervoet, van posterolateraal

Het os cuboideum, in het verleden ook wel teerlingbeen genaamd (maar dat is een verouderde term), is een van de zeven voetwortelbeenderen. Het is gelegen aan de laterale zijde van de voetwortel. Het is gelegen aan laterale zijde van het os naviculare en het os cuneiforme laterale. Met het hielbeen aan proximale zijde vormt het de gewrichtsverbinding die articulatio calcaneocuboidea genoemd wordt. Met het vierde en het vijfde middenvoetsbeentje aan distale zijde vormt het twee van de articulationes tarsometatarsales. Het oppervlak aan de onderkant heeft een groeve voor het distale derde deel van de pees van de musculus peroneus longus.